# Tom Carper

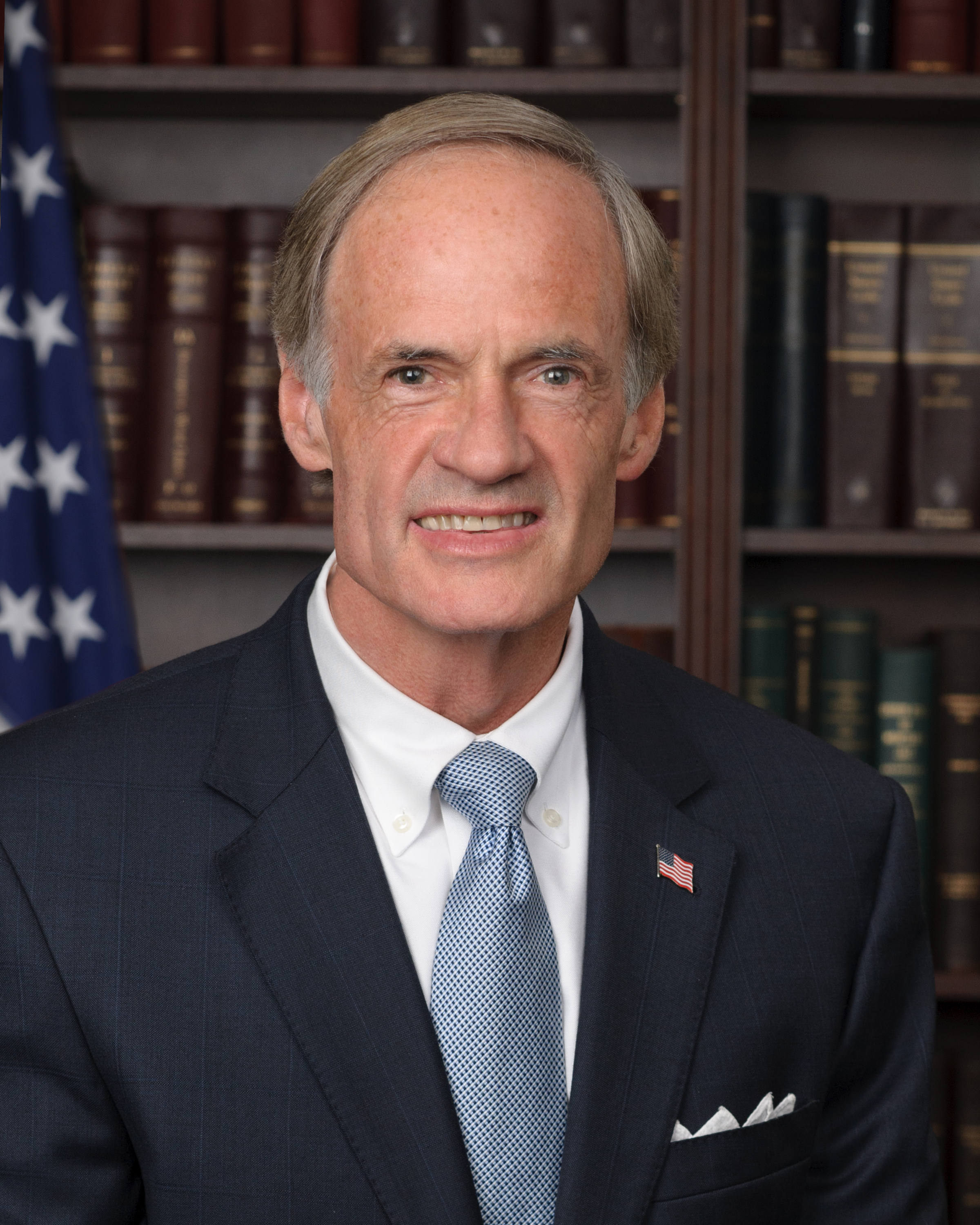
Tom Carper (2011)

Thomas Richard Carper (* 23. Januar 1947 in Beckley, West Virginia) ist ein US-amerikanischer Politiker der Demokratischen Partei. Er vertrat den Bundesstaat Delaware von 2001 bis 2025 im Senat der Vereinigten Staaten. Zuvor war er ab 1976 Finanzminister, ab 1983 Kongressabgeordneter und ab 1993 Gouverneur seines Bundesstaats.

## Leben
Carper wurde 1947 als Sohn von Wallace Richard und Mary Jean Patton Carper geboren. Er wuchs in Danville (Virginia) auf. Carper graduierte an der Whetstone High School in Columbus (Ohio); danach studierte er an der Ohio State University Wirtschaftswissenschaften und schloss 1968 mit dem Bachelorgrad ab. Von 1968 bis 1973 war Carper Offizier der US Navy. Während dieser Zeit war er in Vietnam als Soldat eingesetzt. Danach lebte er in Delaware und absolvierte ein Studium an der University of Delaware, das er 1975 mit dem Master of Business Administration beendete.
Seit dieser Zeit ist Carper politisch tätig. Sein erstes Amt bekleidete er zwischen 1976 und 1983 als Finanzminister (Treasurer) von Delaware. Von Januar 1983 bis Januar 1993 gehörte er dem Repräsentantenhaus der Vereinigten Staaten für Delawares einzigen Kongresswahlbezirk an, nachdem er bei der Wahl 1982 den republikanischen Mandatsinhaber Thomas B. Evans besiegt hatte. Er wurde viermal in seinem Mandat bestätigt. 1992 trat er nicht wieder für den Kongress an, sondern wurde zum 71. Gouverneur seines Staates gewählt, wobei er sich mit 66 Prozent der Stimmen gegen seinen republikanischen Konkurrenten B. Gary Scott durchsetzte. Er hatte dieses Amt nach einer ungefährdeten Wiederwahl 1996 vom 19. Januar 1993 bis 3. Januar 2001 inne. Seit dem 3. Januar 2001 ist Carper US-Senator für Delaware. Er besiegte bei der Senatswahl 2000 den dreißig Jahre lang amtierenden Republikaner William V. Roth mit einem Stimmenanteil von 56 Prozent; bei der Wahl 2006 gelang Carper die Wiederwahl mit 70 Prozent der Stimmen gegen Jan C. Ting. Bei der Wahl 2012 setzte er sich mit 66 Prozent der Stimmen gegen Kevin L. Wade durch. Im Januar 2013 übernahm er den Vorsitz im Ausschuss für Innere Sicherheit vom aus dem Senat ausgeschiedenen Joe Lieberman.
Bei der parteiinternen Vorwahl 2018 traf der als moderat geltende Carper in einem Jahr, in dem zwei langjährige Mandatsinhaber der Demokraten im Kongress gegen junge Frauen des linken Parteiflügels verloren hatten (Alexandria Ocasio-Cortez, Ayanna Pressley), auf die junge afroamerikanische und linke Politikerin Kerri Harris. Bei dieser Wahl am 6. September 2018 setzte sich Carper mit 65 zu 35 Prozent der Stimmen ungefährdet durch und galt als Favorit für die Hauptwahl im November gegen den Republikaner Rob Arlett. Er setzte sich mit 60 zu 37,8 Prozent der Stimmen durch und trat am 3. Januar 2019 ein weiteres sechsjähriges Mandat an. Seine Amtszeit lief damit bis zum 3. Januar 2025. Am 22. Mai 2023 erklärte Carper, dass er zur Wahl 2024 nicht erneut kandidieren würde.
Carper war in erster Ehe mit Diane Beverly verheiratet, die aus einer vorherigen Ehe zwei Kinder hatte. Die Ehe wurde 1983 geschieden. 1985 heiratete er Martha Ann Stacy, mit der er zwei Söhne hat. Carper ist Mitglied der Presbyterian Church in Wilmington.

## Belege
1. ↑  Gregory Krieg: Delaware’s Tom Carper defeats progressive challenger Kerri Harris in Democratic Senate primary. In: CNN.com, 7. September 2018; Ella Nilsen, Kavya Sukumar, Ryan Mark, Amanda Northrop: Delaware Primary Election Results 2018. In: Vox.com, 7. September 2018.
2. ↑  Delaware U.S. Senate Election Results. In: The New York Times, 7. November 2018.
3. ↑  Nicky Robertson, Longtime Democratic Sen. Tom Carper says he will not seek reelection, CNN vom 22. Mai 2023.

| Personendaten    | Personendaten                                         |
| ---------------- | ----------------------------------------------------- |
| NAME             | Carper, Tom                                           |
| ALTERNATIVNAMEN  | Carper, Thomas Richard                                |
| KURZBESCHREIBUNG | US-amerikanischer Politiker der Demokratischen Partei |
| GEBURTSDATUM     | 23. Januar 1947                                       |
| GEBURTSORT       | Beckley, West Virginia                                |